# Список об'єктів, названих на честь Вільяма Ровена Гамільтона
Наступне було названо на честь Вільяма Ровена Гамільтона (англ. William Rowan Hamilton; 1806—1865) — ірландського математика і фізика:
- Гамільтоніан
- Гамільтонів граф
- Гамільтонів принцип
- Гамільтонова система
- Механіка Гамільтона
- Оператор Гамільтона
- Рівняння Гамільтона — Якобі
- Теорема Гамільтона — Келі
- Функція Гамільтона